# あっとニューヨーク
あっとニューヨーク（英語：At New York & Company.）はニューヨークを本拠とする日系旅行会社。日本人の土橋省吾が代表を務める株式会社R2 systems, Inc.の連結子会社である。

## 概要
ニューヨークを訪れる日本人旅行者に日本語で現地の各種旅行商品とサービスを提供している。

## 事業
現地発着の観光ツアーや空港送迎の催行、ミュージカルやメジャーリーグなどのイベントチケット手配、ホテル予約など。

## 沿革
- 1999年 ニューヨークの旅行情報サイトあっとニューヨークを開設
- 2001年 独自ドメインを取得
- 2004年 R2 systems, Inc.の設立と同時にニューヨーク州にて法人化
- 2008年 オフィスをマンハッタンの8番街939番地に移転
- 2011年 資本金を$200,000.00に増資
- 2012年  New York City TLC（タクシーリムジンコミッション）より旅行業務取扱ライセンスを取得
- 2015年 IATA（国際航空運送協会）公認代理店の認可を取得
- 2016年  DOT（New York State Department of Transportation）より乗客業務取扱ライセンスを取得
- 2018年  ミュージカルチケットのオンライン販売サイト、あっとブロードウェイを開設
- 2020年  ニューヨークのホテル解説サイト、あっとニューヨークホテルを開設
- 2024年  ナイアガラの滝ツアー専門サイト、あっとナイアガラを開設